# Passo de Camaragibe
Passo de Camaragibe è un comune del Brasile nello Stato dell'Alagoas, parte della mesoregione di Leste Alagoano e della microregione di Litoral Norte Alagoano.